# Cornwall (California)
Cornwall, precedentemente nota come Cornwall Station, era una comunità non incorporata della contea di Contra Costa, in California, prima che fosse assorbita nella città di Pittsburg. Si trovava a 7,25 miglia (11,67 km) a est-sud-est di Baypoint e a 1 miglio (1,6 km) a sud del centro di Pittsburg, ad un'altitudine di 39 piedi (12 m) m s.l.m.
L'area sembra essere stata intitolata a Pierre Barlow Cornwall, che fu un pioniere della California e presidente della Black Diamond Coal Mining Company nella vicina Nortonville, California, dal 1872 al 1904. Cornwall sorse all'incrocio di due ferrovie, la Black Diamond Coal Mining Railroad e la San Pablo and Tulare Railroad, (quest'ultima divenne parte del sistema della Southern Pacific nel 1888). La ferrovia a carbone attraversava la linea della San Pablo and Tulare usando un cavalletto sospeso.
Un ufficio postale operava a Cornwall Station dal 1881 al 1888. L'ufficio postale di Cornwall operò dal 1890 al 1911.
L'area di Cornwall, insieme alla vicina città di Black Diamond, fu ufficialmente rinominata "Pittsburg" l'11 febbraio 1911, il che potrebbe spiegare perché l'ufficio postale di Cornwall abbia interrotto le operazioni nello stesso anno.